# باراکودا (کوکتل)
باراکودا یک کوکتل الکلی است که بر پایه رام طلایی، لیکور گالیانو ، آب آناناس ، آب لیموترش تازه و روی آن با پروسکو درست میشود که بر اساس مواد تشکیل دهنده مشخص شده انجمن بارمن های بین المللی ، ساخته شده است. 